# Trentepohlia parallela
Trentepohlia parallela là một loài ruồi trong họ Limoniidae. Chúng phân bố ở miền Australasia.